# Wikipedia tiếng Mông Cổ
Wikipedia tiếng Mông Cổ (tiếng Mông Cổ: Монгол Википедиа) là phiên bản tiếng Mông Cổ của Wikipedia, một bách khoa toàn thư mở trên Internet. Phiên bản ngôn ngữ này được tạo ra vào 28 tháng 2 năm 2004. Wikipedia tiếng Mông Cổ hiện có 25.828 bài viết. Số lượng thành viên tích cực tại đây là tương đối nhỏ, khoảng 113, trong khi số thành viên đã đăng ký là 97.134.

## Sự phát triển, bao phủ và phổ biến
Wikipedia tiếng Mông Cổ đã phát triển khá mạnh:
- 17 tháng 11 năm 2011 – 6.900 bài
- 29 tháng 5 năm 2012 – 7.593 bài
- 29 tháng 5 năm 2012 – 273.497 sửa đổi[1]

## Ngôn ngữ và tiếng địa phương
Wikipedia hiện đã có nhiều phương ngữ Mông Cổ, bao gồm tiếng Buryat (bxr:) và tiếng Kalmyk (xal:).